# Himalaja
Himalaja ili Himalaya je najviši planinski lanac na Zemlji. Nalazi se u Aziji između Indo-gangeske ravnice na jugu i visoravni Tibet na sjeveru. Pruža se od zapada prema istoku u dužini od 2500 km, s prosječnom širinom od 300 km. „Himalaji” na sanskrtu znači „snježno boravište”, od hima snijeg, i aalaya „boravište”.
Himalaji se pružaju kroz pet država: Pakistan, Indija (i Sikkima koji se tek 1975. priključio Indiji), Kina, Butan i Nepal. Tri velike svjetske rijeke, Ind, Ganges i Brahmaputra, izviru na Himalajima. Otprilike 600-750 milijuna ljudi živi u području slijeva ovih rijeka, a taj broj uključuje i Bangladeš.
Himalaji su iznimno oblikovali kulture Južne Azije, a mnogi himalajski vrhovi su sveti u budizmu i hinduizmu, gdje se kralj i bog Himalaja naziva Himavat, a smatra ga se ocem velike božice Parvati.

## Zemljopisne odlike
Himalaje su dom najviših svjetskih vrhova, uključujući svih 14 svjetskih vrhova viših od 8.000 metara, ali i stotine drugih vrhova viših od 7.200 m. Za usporedbu, najviši vrh izvan Azije, Aconcagua u Andima, je visok 6.961 m. Sastoji se od tri paralelna bila koja se strmo, u obliku luka, spuštaju prema Indo-gangeskoj nizini. Najsjeverni pojas (Visoka Himalaja) obuhvaća najviše i najstarije dijelove; veći broj vrhunaca (pretežno u Nepalu) prelazi 8000 m, a od njih je najviši Mount Everest. Središnji planinski pojas (Niska Himalaja) s prosječnom visinom 3000–4000 m u Nepalu ponegdje doseže 6000 m. Najjužniji i najmlađi pojas od 700–1000 m predstavlja prijelaz prema Indo-gangeskoj nizini. Gorje varira u širini od 400 km na zapadu do 150 kmna istoku.
Himalaji su nastali, i još uvijek rastu, sudarom Indijske tektonske ploče s Euroazijskom prije oko 70 milijuna godina. Indo-australijska ploča se još uvijek kreće brzinom 67 mm godišnje, što dovodi do rasta Himalaja od 5 mm godišnje. Pokreti indijske ploče čine ovo područje seizmički aktivnim.
Na Himalajima se nalaze stotine ledenjačkih jezera od kojih je većina na visinama manjim od 5.000 metara. Što je veća visina, jezera su manja. Najveće jezero je Pangong Tso, koje se nalazi na granici Indije i kineskog Tibeta, na visini od 4.600 metara. Široko je 8 km, a dugo 134 km.

### Značajni vrhovi:
| Ime vrha      | Visina (m) | Visina (stopa) |
| ------------- | ---------- | -------------- |
| Mount Everest | 8.850      | 29.035         |
| K2            | 8.611      | 28.251         |
| Kangchenjunga | 8.586      | 28.169         |
| Lhotse        | 8.501      | 27.939         |
| Makalu        | 8.462      | 27.765         |
| Cho Oyu       | 8.201      | 26.906         |
| Dhaulagiri    | 8.167      | 26.764         |
| Manaslu       | 8.163      | 26.758         |
| Nanga Parbat  | 8.126      | 26.658         |
| Annapurna     | 8.091      | 26.545         |
| Gasherbrum I  | 8.068      | 26.470         |
| Broad Peak    | 8.047      | 26.400         |
| Gasherbrum II | 8.035      | 26.360         |
| Shishapangma  | 8.027      | 26.289         |
| Gyachung Kang | 7.922      | 26.089         |
| Nanda Devi    | 7.817      | 25.645         |
| Kabru         | 7.338      | 24.258         |
| Pumori        | 7.161      | 23.494         |

## Vanjske poveznice
- Nastanak Himalaja i velikih tektonskih podjela (engl.)
- Geologija Himalajskih planina (engl.)